# Bundesstraße 415
Die Bundesstraße 415 (Abkürzung: B 415) ist eine etwa 21 km lange Bundesstraße, die in Baden-Württemberg im Regierungsbezirk Freiburg verläuft und von Lahr/Schwarzwald nach Biberach (Baden) führt. Sie stellt damit eine Verbindung von der Rheinebene ins Kinzigtal dar.
Die B 415 beginnt als direkte Fortführung der Landesstraße 75 an der Anschlussstelle Lahr der A 5. Von dort führt sie ostwärts nach Lahr, kreuzt die B 3, durchquert dann die Innenstadt von Lahr und führt weiter durch das Schuttertal. Dabei durchquert sie die beiden Lahrer Stadtteile Kuhbach und Reichenbach, wo von den Einwohnern aufgrund der hohen Verkehrsbelastung seit langem eine Umgehung gefordert wird.
Nach Reichenbach zweigt von der B 415 die Landesstraße 102 ab und führt durch das Schuttertal zur Landesstraße 103. Die B 415 verläuft über die Gemarkung Seelbach zum Schönberg. Unterhalb der Burg Hohengeroldseck überquert sie den Berg und mündet bei Biberach im Kinzigtal in die B 33 ein.

## Geschichte
Bis 2015 begann die B 415 in Lahr an der B 3 als direkte Fortführung der B 36, die damals noch von Rastatt über Kehl weiter nach Lahr führte. Zum 1. Januar 2016 wurde der Abschnitt der B 36 zwischen Rastatt und der A 5 bei Lahr zur L 75 heruntergestuft und der kurze Restabschnitt der vorherigen B 36 von der A 5 bis zur B 3 der B 415 zugeschlagen.